# Josef Lux
Josef Lux (ur. 1 lutego 1956 w Uściu nad Orlicą, zm. 21 listopada 1999 w Seattle) – czeski polityk i inżynier rolnictwa, w latach 1990–1998 przewodniczący Unii Chrześcijańskiej i Demokratycznej – Czechosłowackiej Partii Ludowej (KDU-ČSL), od 1992 do 1998 wicepremier i minister rolnictwa.

## Życiorys
Z wykształcenia inżynier rolnictwa, ukończył studia w Wyższej Szkole Rolniczej w Brnie. Do 1990 pracował w rolniczych spółdzielniach produkcyjnych. Dołączył do Czechosłowackiej Partii Ludowej, w 1990 wszedł w skład Zgromadzenia Federalnego. W tym samym roku objął kierownictwo partii, przekształcając ją w centroprawicową KDU-ČSL. Wybierany do Izby Poselskiej, w 1992 został wicepremierem i ministrem rolnictwa w gabinecie Václava Klausa. W 1996 utrzymał te stanowiska w drugim rządzie tego premiera. Po kryzysie rządowym był jednym z głównych negocjatorów powołania w 1998 gabinetu przejściowego, który zorganizował Josef Tošovský. W rządzie tym Josef Lux ponownie sprawował urzędy wicepremiera i ministra rolnictwa.
Jeszcze w 1998 Josef Lux złożył rezygnację z kierowania chadekami i ich klubem poselskim z powodów zdrowotnych – w związku ze zdiagnozowaną białaczką. Przeszedł zabieg przeszczepienia szpiku kostnego, zmarł w trakcie leczenia w Stanach Zjednoczonych.
Pośmiertnie w 2000 odznaczony Orderem Tomáša Garrigue Masaryka.